# Джураб
Джураб (Djourab, جراب) — піщана пустеля (ерг), частина пустелі Сахара, розташована на півночі Чаду. Вона охоплює більшу частину регіону Борку, а також частини сусідніх регіонів Тібесті і Еннеді.

## Географія
Пустеля Джураб відділена від решти Сахари басейном Чаду. На захід від Джурабу, у західному Чаді та Нігері, розташована пустеля Тенере (ерг Білма), а на північ від пустелі лежать гори Тібесті. З озера Чад до западини Боделе через пустелю тече ваді Бахр-ель-Газаль.
На східному краю пустелі розташоване поселення Коро-Торо та в'язниця суворого режиму. Найбільшими поселеннями в пустелі Джураб є Салаль на півдні та Фая-Ларжо на північному сході.
Дослідження, проведене у 2006 році показало, що пустеля Джураб утворилася принаймні сім мільйонів років тому. Саме в пустелі Джураб, у місцевості Торос-Меналла, дослідники виявили значні масиви викопних дюн, які свідчать про те, що ерг почав формуватися вже у верхньому міоцені. Ці дюни є найдавнішим прямим свідченням опустелювання Сахари. У ранньому голоцені клімат регіону характеризувався тимчасовим настанням вологих умов, коли ландшафт Джурабу був представлений зеленими саванами з численними озерами. 

## Палеонтологія
У пустелі Джураб, зокрема в місцевостях Коссом-Бугуді та Торос-Меналла було знайдено безліч скам'янілостей. Команда під керівництвом Мішеля Брюне з Університету Пуатьє проводила розкопки в пустелі у середині 1990-х років. У 2001 році в Торос-Меналлі, розташованій за 100 км на північ від Салаля, на висоті 250 м над рівнем моря, було знайдено скам’янілості чадського сахельантропа (Sahelanthropus tchadensis), виду гомінідів, який жив близько 7 мільйонів років тому. Крім того, у 1994 році в Джурабі дослідники з Франко-Чадської палеоантропологічної експедиції виявили скам’янілості бахр-ель-газальського австралопітека (Australopithecus bahrelghazali), єдиного австралопітека, знайденого поза межами Східної Африки.